# Tockus kempi
Espèce
Tockus kempi est une espèce d'oiseaux de la famille des Bucerotidae.

## Répartition
Cet oiseau vit en Afrique occidentale.